# Pexels
Pexels是庫存攝影和庫存素材的供應商。Pexels於2014年在德国成立，是個擁有超過320萬張免費庫存照片和視頻的線上資料庫。

## 歷史
Pexels是由雙胞胎兄弟英戈和布魯諾在黑森的富尔达布吕克成立。於2014年創立Pexels平台時，當時只有大約800張照片。自2015年以來，丹尼爾·弗瑞斯成為團隊的一員，並在2018年由平面设计平台Canva收購了Pexels。

## 外部連結
- 官方网站